# 一致同意
一致同意指在一特定情況下所有的人都表示同意。一致同意的時候，每個人都表達相同的意願，並且行動一致。許多團體以「一致同意」作為團結的象徵。一致同意可以用全部投贊成票來表達，或者以表決沒有反對來表達。

## 投票
對於出現棄權是否可當作「一致同意」，並沒有一致的安排。根據罗伯特议事规则，一致同意是容許有棄權票的，而這情況稱作有「沉默同意」出現的「一致同意」，即無異議提出。與此相反，聯合國安理會的決議就算有一名成員棄權，也不被視為「一致同意」的。在歐洲聯盟，《阿姆斯特丹條約》引入了「建設性棄權」的概念，在一個必須一致同意的表決中，一個成員可以投棄權票而不會阻止表決通過。這是為了讓國家象徵性地不作支持，同時不會使決策陷於癱瘓。

### 獨裁
由於一致同意可營造合法性，獨裁政權一直以此來鞏固地位。立法機關的議員可能是被脅迫或恐嚇而要支持獨裁者的地位，立法機關只不過是一個橡皮圖章，以服務一個更強大的權力。
一黨制國家可以在選舉中限制每個席位只有一個被提名人，或使用強制投票或選舉舞弊，以營造選民一致支持的印象。例如1962年朝鮮的議會選舉，據稱投票率達到100％，而支持朝鮮勞動黨亦為100％。另外，幾內亞的杜爾也在1975年和1982年聲稱得票100％，科特迪瓦的费利克斯·乌弗埃-博瓦尼於1985年和伊拉克的薩達姆在2002年也有同樣的聲稱。

### 陪審團
在許多司法管轄區，刑事案件須要陪審團達成一致裁決。不過，這並不適用於民事案件的陪審團。
美國最高法院在阿波達卡訴俄勒岡州案中，裁定美國憲法第六修正案要求陪審團在聯邦法院審判中要達成一致裁決，但美國憲法第十四修正案的正當程序條款並不要求州法院的陪審團一定要達成一致裁決。儘管如此，美國許多州要求陪審團達成一致裁決，例如，馬里蘭州憲法“人權宣言”第21條。
在英格蘭和威爾士，自陪審團法 (1974年)通過，在若干情況下，最多有2名陪審員異議，也可以作出裁決。
2024年9月20日，中華民國憲法法庭針對37名死囚釋憲案做出113年憲判字第8號判決，死刑釋憲案合憲，但限縮適用範圍。對於釋憲中的「各級法院合議庭法官之一致決」。

## 參閱
- 共識決策法
- 多數制